# بوکره (روستا)
 بوکره  به عربی ( البُوکرة  )، روستایی است در دهستان 
مَحویت در کشور یمن در شبه جزیره عربستان.

## جمعیت
جمعیت آن ( ۱۲۱ ) نفر (۷ خانوار) می‌باشد.